# بلک کنیون پارک ملی گانیسون
بلک کنیون پارک ملی گانیسون (به انگلیسی: Black Canyon of the Gunnison National Park) پارکی طبیعی در ایالت کلرادو در ایالات متحده آمریکا است.
این پارک که ۱۳۳ کیلومتر مربع مساحت دارد و دارای چشم‌اندازهای طبیعی فراوانی است.

## وب‌گاه‌های مربوطه
- روزنامه شیکاگو تریبیون در مورد پارک بلک کنیون